# Ditte Merle
Ditte Merle (Amsterdam, 12 mei 1951) is een Nederlandse kinderboekenauteur.

## Biografie
Merle was eerst werkzaam als lerares en (vanaf 1990) hoofdredacteur van onderwijstijdschrift Natuur aan de Basis. Ze is sinds 1998 fulltime schrijver.